# Rădești (Alba)
Rădești jadis  Tâmpăhaza, Tâmpahaza  et Uifalău, (en hongrois : Tompaháza, en allemand : Thomaskirch, Neudorf), est une localité et une commune du județ d'Alba, Transylvanie, Roumanie. 
De la commune de Rădești font partie les localités Leorinț, Meșcreac, Rădești et Șoimuș.

## Géographie
La localitaté est située sur la rive gauche de la rivière de Mureș, à 8 km de la ville d’Aiud et à 36 km de la ville d’Alba Iulia.

## Histoire
La localité Tâmpăhaza a reçu le nom Rădești vers le milieu des années 1920, en souvenir de l'évêque gréco-catholique roumain Demetriu Radu, fils de la localité, qui a été victime d'un attentat mis en œuvre par des extrémistes de gauche, le 8 décembre 1920, dans le Sénat de la Roumanie, à Bucarest.

## Population
- En 1733, lors du recensement organisé à la demande de l'évêque Inocențiu Micu-Klein, dans la localité Tâmpăhaza vivaient 27 familles, c'est-à-dire quelque 105 habitants, de confession gréco-catholique.
- En 1850, à Tâmpăhaza vivaient 1 544 d'habitants, dont 1 039 Roumains, 439 Hongrois, ainsi que 66 Roms.
- En 1900, à Tâmpăhaza vivaient 419 habitants, dont 399 Roumains, 15 Hongrois ; 403 d'entre eux étaient gréco-catholiques et 10 réformés.
- Au recensement du 1930, à Rădești furent enregistrés 1 023 habitants, dont 915 Roumains, 106 Hongrois, 1 Juif et 1 Serbe[2]. La population était formée de 893 gréco-catholiques, 103 réformés, 23 orthodoxes, 3 romano-catholiques et 1 de religion mosaïque[3].
- Au recensement du 2002, sur une population de 719 habitants, 638 étaient Roumains, 66 Hongrois et 14 Tsiganes ; la population était formée de 485 orthodoxes, 162 gréco-catholiques et 66 réformés.
- En 2009, la population de Rădești s'élevait à 1 321 habitants[4].

## Politique
| Parti | Parti                                      | Sièges |
| ----- | ------------------------------------------ | ------ |
|       | Parti national libéral (PNL)               | 7      |
|       | Parti social-démocrate (PSD)               | 1      |
|       | Union démocrate magyare de Roumanie (UDMR) | 1      |

## Monuments
- L'Église réformée, de 1744, avec son plafond à caissons ;
- L'Église grecque-catholique roumaine la Descente-du-Saint-Esprit, construite par l'évêque Demetriu Radu, au début du XXe siècle, entre 1907 et 1910, en style baroque ; sur la façade de l'église il y a l'inscription suivante : ANVL DOMNVLVI MCMX / INTRV MARIREA LUI DVMNEZEV / PRIN POGORIREA SPIRITVLVI SFANT / PENTRV VNIREA ROMANILOR / CV SFANTA BISERICA A ROMEI / RIDICAT'AV ACEST SFANT LACAS / EPISCOPVL DEMETRIV RADV[6].
- L'Église orthodoxe roumaine, Saints-Pierre-et-Paul-apôtres, dont la construction a commencé pendant les années 2008-2009.

## Personnalités liées à la localité
- Demetriu Radu, (1861-1920), évêque de l'Église grecque-catholique roumaine.